# براينت ووكر
براينت ووكر (بالإنجليزية: Bryant Walker)‏ هو عالم حيوانات أمريكي، ولد في 1856، وتوفي في 1936.